# Copa 2 Naciones de Padbol
La Copa 2 Naciones de Padbol es un torneo donde participan las asociaciones de Argentina y Uruguay. La primera edición se desarrolló en La Meca Padbol Club de La Plata el 11 de junio de 2016. Argentina se impuso por 4-0 a Uruguay.

## Sede
La sede elegida para el torneo inicial fue "La Meca Padbol Club", de La Plata, la cuna del Padbol.

## Formato
El torneo constó de un formato similar al de la Copa Davis del tenis. Los dos países estuvieron conformados por dos parejas que se enfrentaron en 4 partidos.

## Participantes
| País      | Parejas                                                          | Número                                          |
| --------- | ---------------------------------------------------------------- | ----------------------------------------------- |
| Argentina | Gonzalo Maidana / Lisandro Narbaitz Tomás Labayen / Lucas Vaioli | Argentina 1 (La Plata) Argentina 2 (La Plata)   |
| Uruguay   | Eddy Bueno / Sebastián Sanromán Agustín Álvarez / Fernando Pérez | Uruguay 1 (Montevideo) Uruguay 2 (San Bautista) |

## Resultado
| | Bandera de Argentina | Argentina        | 4 | 0     | Uruguay | Bandera de Uruguay |  |
| --- | -------------------- | ---------------- | - | ----- | ------- | ------------------ |  |
| La Meca Padbol Club, La Plata, Argentina 11 de junio de 2016 |                      |                  |   |       |         |                    |  |
| \| 1 \| \| Labayen/Vaioli \| 6 \| 6 \| \| \| \| \| 1 \| \| Bueno/Sanromán \| 3 \| 4 \| \| \| \| \| 2 \| \| Maidana/Narbaitz \| 6 \| 6 \| \| \| \| \| 2 \| \| Álvarez/Pérez \| 0 \| 2 \| \| \| \| \| 3 \| \| Maidana/Narbaitz \| 6 \| 6 (4) \| (7) \| \| \| \| 3 \| \| Bueno/Sanromán \| 3 \| 7 (7) \| (2) \| \| \| \| 4 \| \| Labayen/Vaioli \| 6 \| 6 \| \| \| \| \| 4 \| \| Álvarez/Pérez \| 1 \| 2 \| \| \| \| |                      |                  |   |       |         |                    |  |
| 1 | Bandera de Argentina | Labayen/Vaioli   | 6 | 6     |         |                    |  |
| 1 | Bandera de Uruguay   | Bueno/Sanromán   | 3 | 4     |         |                    |  |
| 2 | Bandera de Argentina | Maidana/Narbaitz | 6 | 6     |         |                    |  |
| 2 | Bandera de Uruguay   | Álvarez/Pérez    | 0 | 2     |         |                    |  |
| 3 | Bandera de Argentina | Maidana/Narbaitz | 6 | 6 (4) | (7)     |                    |  |
| 3 | Bandera de Uruguay   | Bueno/Sanromán   | 3 | 7 (7) | (2)     |                    |  |
| 4 | Bandera de Argentina | Labayen/Vaioli   | 6 | 6     |         |                    |  |
| 4 | Bandera de Uruguay   | Álvarez/Pérez    | 1 | 2     |         |                    |  |

|  |

| Argentina                   |
| Campeón Argentina 1° título |